# Chiesa della Visitazione di Maria (Folgaria)
La chiesa della Visitazione di Maria è la parrocchiale di Nosellari, frazione di Folgaria in Trentino. Appartiene alla zona pastorale Valsugana - Primiero dell'arcidiocesi di Trento e risale al XVI secolo.

## Storia

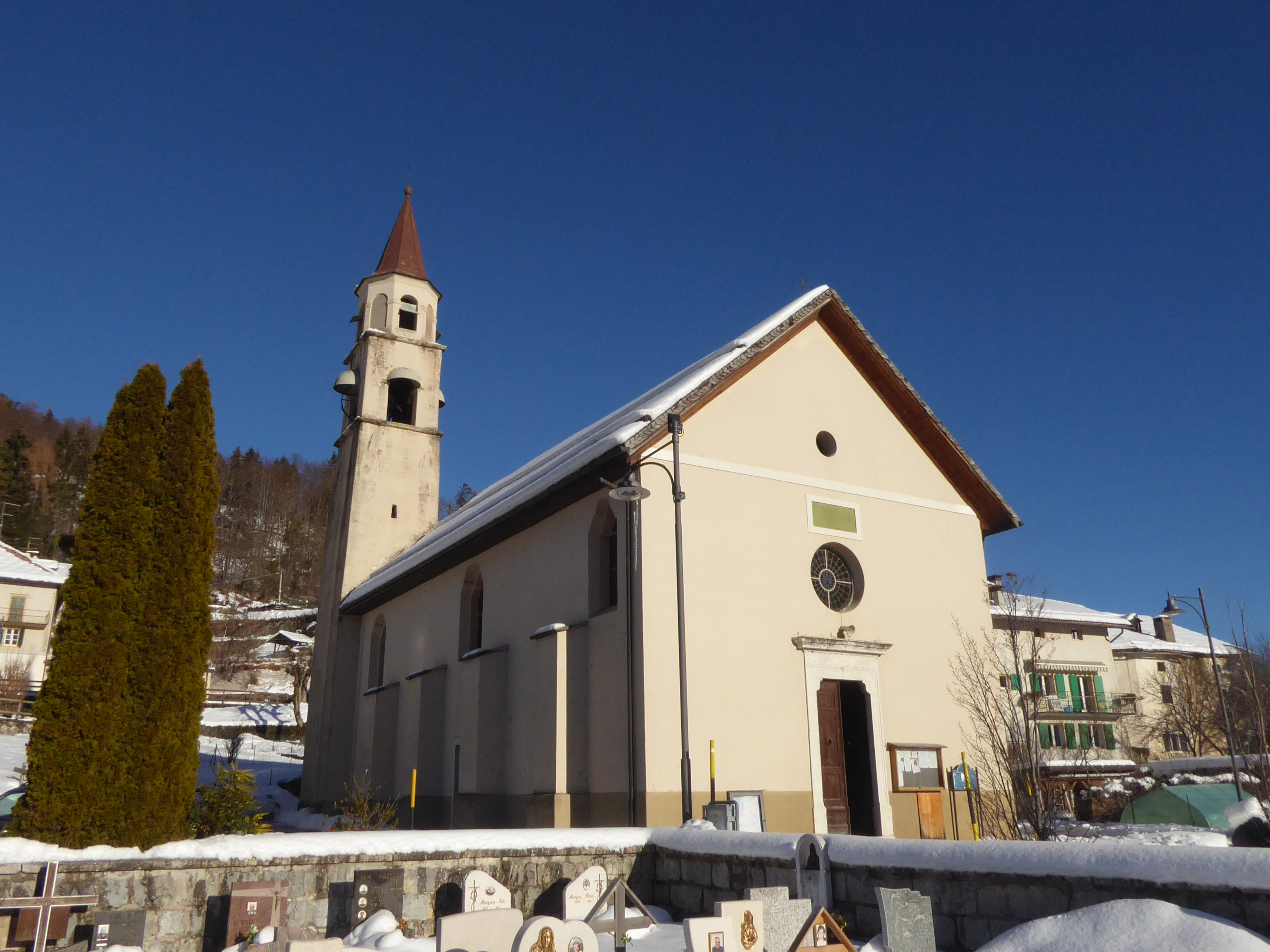
Chiesa della Visitazione di Maria. La torre campanaria si alza nella parte posteriore sinistra della struttura. Le fiancate laterali sono contrassegnate ciascuna da quattro contrafforti e da tre finestre

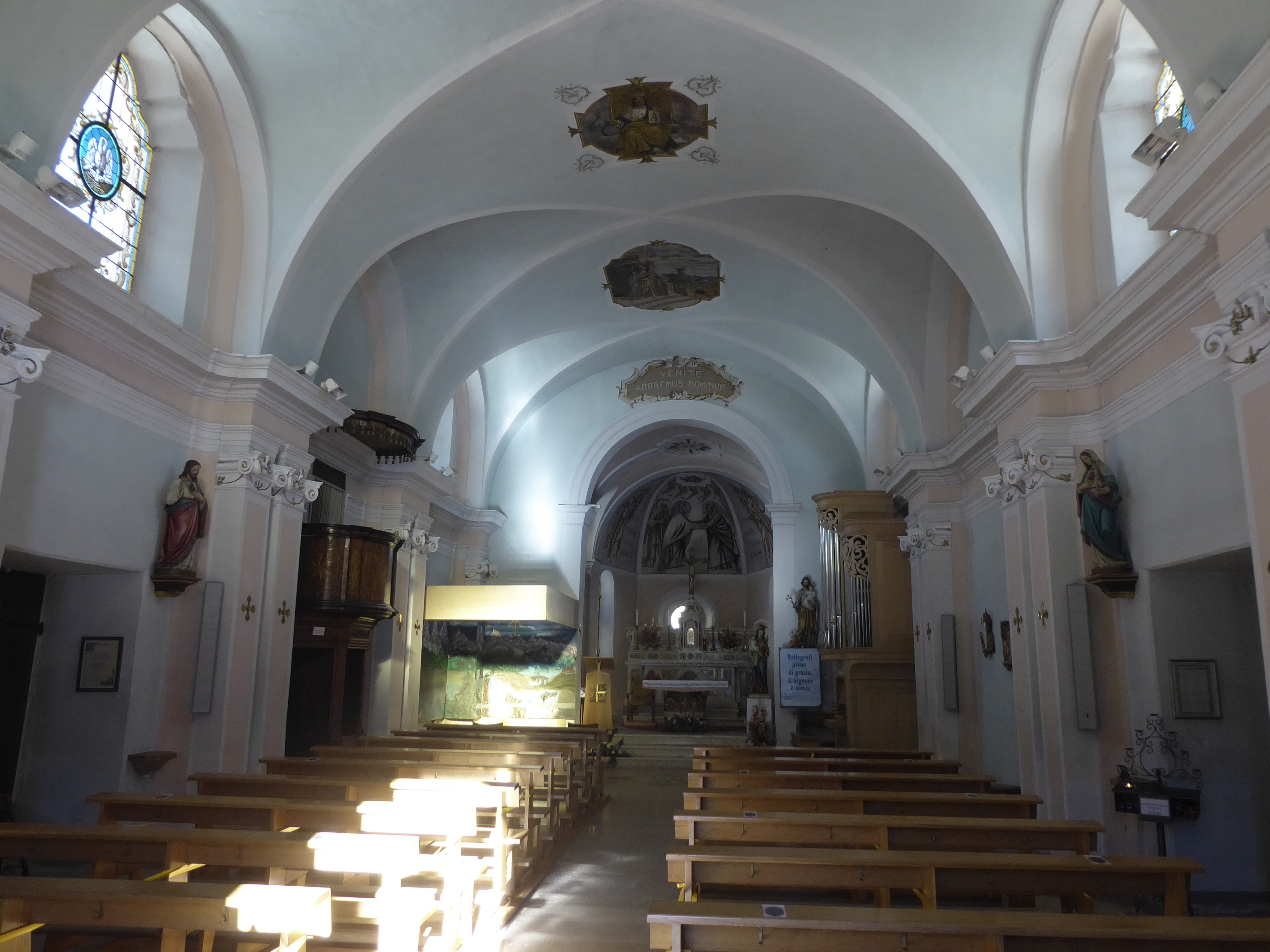
Interno della chiesa

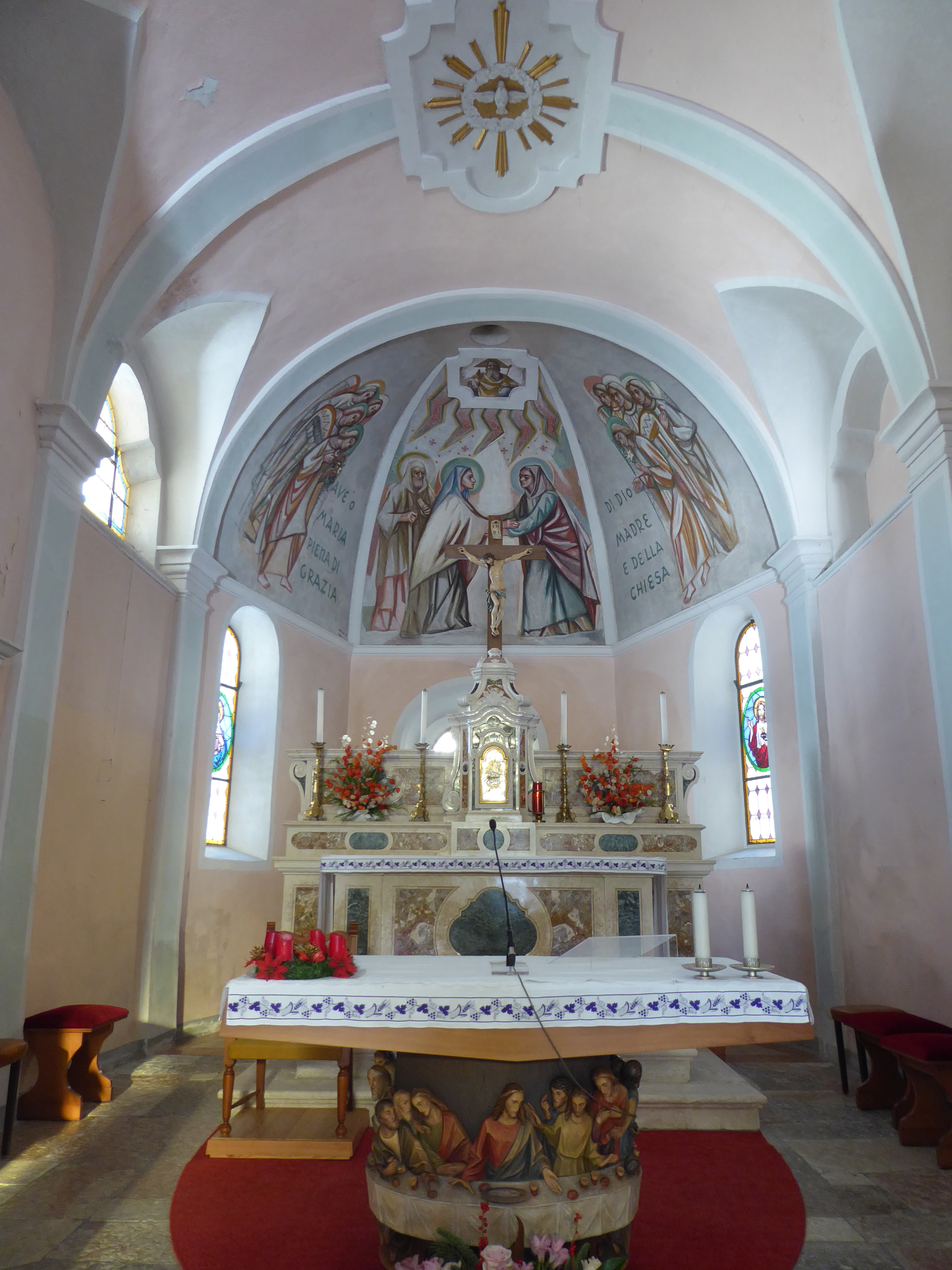
Decorazioni nel presbiterio realizzate da Marco Bertoldi

Attorno al 1534 sul sito venne edificata una piccola edicola dalla nobile famiglia a Prato. In seguito Domenico a Prato ampliò leggermente questo primo piccolo edificio trasfirmandolo in cappella con dedicazione alla Visitazione.
Meno di un secolo dopo, verso il 1615, Giovanni a Prato, ampliò ulteriormente il luogo di culto e lo dotò di uno spazio esterno, ottenendo così la possibilità di farvi officiare funzioni reliose. La prima messe venne celebrata sul posto dal parroco di Folgaria l'11 ottobre 1615.
Nel 1668 la famiglia a Prato donò la cappella alla vicinia di Nosellari e la piccola chiesa venne elevata a dignità di espositura, sussidiaria della pieve di San Lorenz.
Nel 1700 ottenne la concessione del fonte battesimale, e da quel momento fu possibile celebrarvi battesimi e dare l'estrema unzione. Ebbe poi la concessione della custodia dell'Eucaristia e fu costruito un piccolo cimitero per la comunità. Tra il 1708 e il 1713, in seguito ad una visita pastorale, il piccolo luogo di culto venne ristrutturato in modo radicale. Questo comportò la demolizione di parte della struttura primitiva e l'edificazione di una nuova chiesa con una navata di grandi dimensioni, con tre campate. La chiesa venne benedetta e dedicata a Maria Santissima.
Entro il 1716 vennero realizzati nuovi lavori di ampliamento che comportarono anche spostamento delle sepolture nel cimitero. Quest'ultimo ottenne da quel momento il diritto di sepoltura. Circa cinquanta anni più tardi la chiesa fu oggetto di un restauro conservativo e poi, attorno alla metà del XIX secolo venne ulteriormente trasferita nella posizione recente l'area cimiteriale.
La solenne consacrazione fu celebrata solo nel 1877 e negli ultimi anni del secolo si rese necessaria un'opera di restauro perché intanto il suo stato di conservazione si era deteriorato gravemente. Con l'occasione si procedette anche all'ampliamento della chiesa allungandone la sua navata. Entro il 1895 i lavori programmati furono ultimati e la chiesa venne inaugurata e riaperta al culto. L'anno successivo la sala fu arricchita di decorazioni da Francesco Pompeo Costanzi di Malè ma trasferito a Rovereto e alle spese necessarie contribuirono anche gli arciduchi Federico, Francesco Ferdinando e Stefania d'Austria. Tali lavori rimasero danneggiati nel conflitto scoppiato nel 1915 tra Italia ed Austria e, negli anni trenta, vennero definitivamente cancellati con l'intervento di Agostino Aldi.
Nel 1937 fu sostituita la copertura precedente del tetto con una nuova in scandole di legno di larice e la sagrestia fu ampliata. Venne elevata a dignità di chiesa parrocchiale il 16 luglio 1942. Negli anni sessanta fu restaurata la volta della navata, leggermente danneggiata da infiltrazioni di acqua, e venne realizzata la decorazione della volta presbiteriale da Marco Bertoldi.

## Descrizione

### Esterno
Il prospetto principale è a capanna a due spioventi. Il portale è architravato e sopra vi è un piccolo rosone che porta luce all'interno. Sulle fiancate laterali quattro contrafforti separano spazi nei quali sono posizionate finestre. Sono presenti inoltre due ingressi laterali speculari.

### Interno
La navata interna è unica con volta a botte. Le decorazioni della volta della sala sono di Agostino Aldi mentre quelle nell'abside del presbiterio sono di Marco Bertoldi. Sono interessanti i quadri della Via Crucis del XVIII secolo.